# Braniów
Braniów – szczyt o wysokości 555 m n.p.m. w Paśmie Braniowa na terenie Pogórza Przemyskiego. Jego stoki opadają: na południowy zachód - ku dolinie Wiaru i wsi Jureczkowa, zaś na wschód - ku dolinie potoku Gniłe.

## Szlaki turystyczne
- Niebieski szlak turystyczny Rzeszów – Grybów na odcinku: Jureczkowa – Braniów – Przełęcz Wecowska – Przełęcz pod Jamną – Suchy Obycz